# Акваму
Аква́му — народ на юге Ганы, проживающий между реками Бирим, Денсу и Вольта, к северу от города Аккра. Численность более 70 тысяч человек.

## Традиционные хозяйственные занятия
В хозяйстве преобладает мелкое скотоводство и земледелие; главные культуры — кукуруза, просо, сорго, бананы, ямс, маниок, рис и какао.

## Традиционная социальная организация
Традиционная социальная организация — деревенские и большесемейные общины. Традиционный быт, материальная культура и социальные институты близки к ашантийским.
Счёт родства матрилинейный с пережитками патрилатеральности.

## Этническая история
Этническая общность Акваму сформировалась в результате консолидации различных аканских групп на территории вождества (омана) Акваму. Столица — Ньянавасе, потом Аяндавасе. Данниками А. были соседние вождества и общины гуанов, гонжа, аквапим, эве, адангме, га, включая Осу (Аккра) и Ладоку. В кон. XVII — нач. XVIII в. А. — крупнейший поставщик невольников в европейские форты Золотого Берега. В 1734 после поражения от Ачем-Абуквы часть народа А. переселилась за р. Вольта и создала там новый оман А., входивший в 1742—1826 в Конфедерацию Ашанти.

## Язык
Как и аквапим, акваму говорят на одном из идиомов тви(чви)-фанти, входящих в язык акан.

## Религия
В настоящее время большинство акваму исповедует протестантизм, часть — католицизм, некоторые придерживаются традиционных верований.